# Закарпатская Украина (1944—1946)
Закарпа́тская Украи́на (укр. Закарпатська Україна) — переходное государственное образование, образованное в ноябре 1944 года на территории Закарпатья при содействии советской военной администрации после изгнания немецких и венгерских оккупационных войск. Сначала формально существовало в составе Чехословацкой Республики, а в 1945 году по мирному договору между ЧСР и СССР стало частью Советской Украины. Основу политического строя Закарпатской Украины составляли народные комитеты, однако их формирование происходило под контролем представителей советского командования, поэтому они играли роль преимущественно органов местного самоуправления.
26 ноября 1944 года в городе Мукачево первый съезд народных комитетов Закарпатской Украины принял манифест о воссоединении Закарпатской Украины с Советской Украиной и избрал высший орган власти — Народную Раду Закарпатской Украины.
29 июня 1945 года в Москве был подписан «Договор между Союзом Советских Социалистических Республик и Чехословацкой Республикой о Закарпатской Украине», согласно которому «Закарпатская Украина (носящая согласно чехословацкой конституции название Подкарпатская Русь), на основании договора от 10 сентября 1919 г., заключенного в Сен-Жермене, вошедшая как автономная единица в границы Чехословацкой республики, воссоединяется согласно желанию, изъявленному населением Закарпатской Украины, и на основании дружественного договора обеих Высоких Договаривающихся Сторон со своей исконной родиной — Украиной и включается в состав Украинской Советской Социалистической Республики».
Указом Президиума Верховного Совета СССР от 22 января 1946 года образована Закарпатская область Украинской ССР с центром в городе Ужгороде.